# Nathalie Amatmohamed
Nathalie Amatmohamed is een Surinaams politicus. Ze was vanaf 2020 lid van de Staatsraad en werd in 2025 gekozen tot lid van De Nationale Assemblée.

## Biografie
Nathalie Ramadhin-Amatmohamed is van Javaanse komaf en is geboren en getogen in Saramacca. Ze slaagde met de titel doctorandus (soort master) in Bestuurskunde.
Ze werd in 2020 als lid van de Vooruitstrevende Hervormings Partij (VHP) voorgedragen voor de Staatsraad. Ze was directeur Algemene Zaken (AlZa) op het Kabinet van de President van Chan Santokhi.
Tijdens de verkiezingen van 2020 was ze verkiesbaar op plaats 2 van de VHP in Saramacca. Ze verwierf toen 1108 voorkeurstemmen, meer dan de Javaanse partijen PL en HVB in Saramacca samen. Tijdens de verkiezingen van 2025 was ze opnieuw verkiesbaar, nu op plaats 11 van de landelijke lijst. Ze werd verkozen tot lid van De Nationale Assemblée.